# 蒙特卡瓦洛
蒙特卡瓦洛（義大利語：Monte Cavallo），是意大利马尔凯大区马切拉塔省的一个市镇。总面积38平方公里，人口153人，人口密度4.0人/平方公里（2009年）。ISTAT代码为043027。